# Commanderie du Gué-Lian
La commanderie du Gué-Lian se situe à Moitron-sur-Sarthe, dans le département de la Sarthe, à 29 km au nord du Mans, sur la route qui va de Beaumont-sur-Sarthe à Fresnay-sur-Sarthe. Gué-Lian vient du nom latin du village Vadum Eliant, vadum étant gué.

## Historique
L'ordre du Temple possédaient dans le Maine deux établissements dont la commanderie du Gué-Lian qui serait la plus importante des deux. La commanderie ou templerie du Gué-Lian remonte pour le moins à la fin du XIIe siècle car dès 1231 on trouve des chartes qui constatent son existence. Elle est transférée aux Hospitaliers de l'ordre de Saint-Jean de Jérusalem lors de la dévolution des biens de l'ordre du Temple en 1312.
La chapelle templière du XIIe siècle est ornée d'une peinture murale représentant le Dit des trois morts et des trois vifs. Elle aurait été fondée au milieu du XIIe siècle, par Raoul V, vicomte de Beaumont-sur-Sarthe. Le Gué-Lian eut dans sa mouvance onze autres seigneuries, fiefs ou paroisses

## Les dépendances de la commanderie
La commanderie du Gué-Lian fut le siège dont dépendaient les annexes suivantes :  
- Les Seigneuries et domaine de Grateil, paroisse d'Assé-le-Boine
- Sainte-Catherine, paroisse de Rouessé-Fontaine,
- Saint-Jean, paroisse de Beaumont-le-Vicomte
- Le fief du Mans avec Saint-Jean, paroisse de la Couture, devenue paroisse Saint-Nicolas
- La métairie de la Motte-Pruilly
- La métairie et fief de l'Epine, paroisse de Saint-Ouen-en-Belin, à Moncé-en-Belin
- Le fief et la métairie de Courtoussaint, paroisse de Luceau, près de Château du Loir
- Le fief et le domaine de l'hôpital de Bercon ou l'hôpitau, paroisse de Crissé
- Le fief de Saint-Paterne, près d'Alençon
- Les fiefs de Ballon, Torcé et Vallon, les deux derniers près de Bonnetable.
- Courtoussaint, paroisse de Luceau

Parmi ces dépendances, on pouvait compter des "maladreries", des léproseries, des commanderies et prieurés, des hôpitaux et hôtel-dieu, des aumôneries, des confréries, des chapelles hospitalières et autres lieux pieux.

### Transmission de la propriété
La commanderie templière du Gué-Lian passa vers 1312 aux Chevaliers de l'ordre de Saint-Jean de Jérusalem à la chute de l'ordre du Temple en 1311, plus tard Chevaliers de Rhodes, enfin Chevaliers de Malte.
En 1789 eut lieu la vente de la commanderie du Gué-Lian comme bien national. Elle fut cédée en quatre divisions. Les 1ère et 2ème divisions furent acquises par Petit-Bon de Fresnay tandis que les 3ème et 4ème divisions devinrent la propriété d'Alexandre Thomas Bucquet de Fresnay.
La possession passera ensuite à la famille Moulinneuf qui procèdera à une vente en morceaux entre 1926 et 1936. La dernière partie comprenant la chapelle, le temple, le moulin de l'Hôpitau et la léproserie Saint-Laurent à la famille Corbin d'origine sarthoise.
L'ensemble de l'ancienne commanderie est inscrit au titre des monuments historiques en 2005.

## Les commandeurs
Entre 1315 et 1774, plus d'une trentaine de commandeurs sont passés à la tête de la commanderie. Le premier connu fut le frère Robert de Dreux, chevalier, tandis que le dernier en charge fut le frère Innocent de Tudert (bailli de), chevalier et aussi commandeur de Beaune en Bourgogne.

## Les bâtiments

### La facade

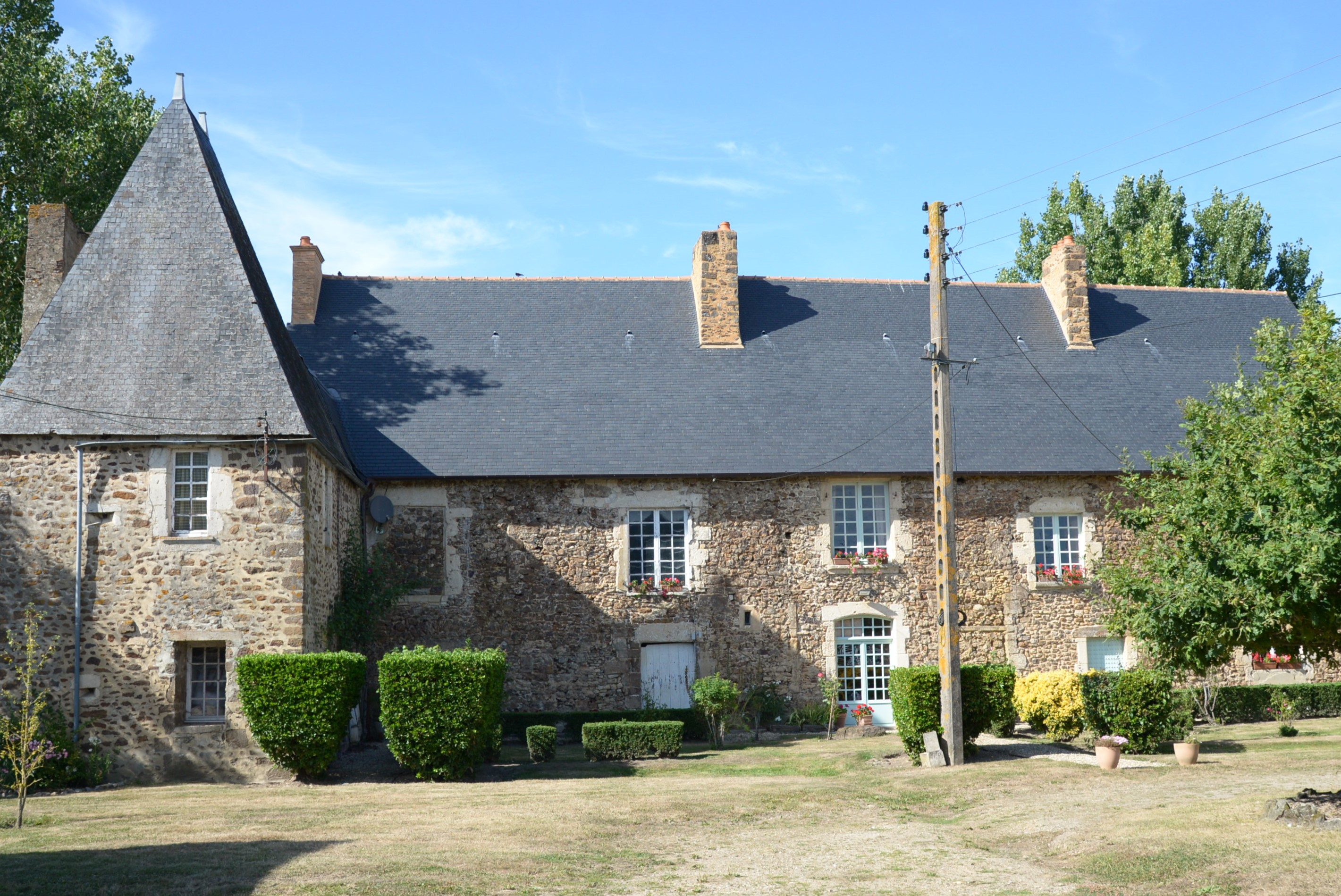
Facade de la commanderie du Gué-Lian.

Des bâtiments de l'ancienne commanderie subsistent : de la commanderie - 

### La chapelle
La chapelle, dont la rénovation est en cours d'achèvement, est dédiée à Sainte Emérence, plan de la chapelle. Fondée au milieu du XIIe siècle, par Raoul V, vicomte de Beaumont-sur-Sarthe. Son mur gauche est orné d'une peinture murale représentant les Dit des trois morts et des trois vifs.

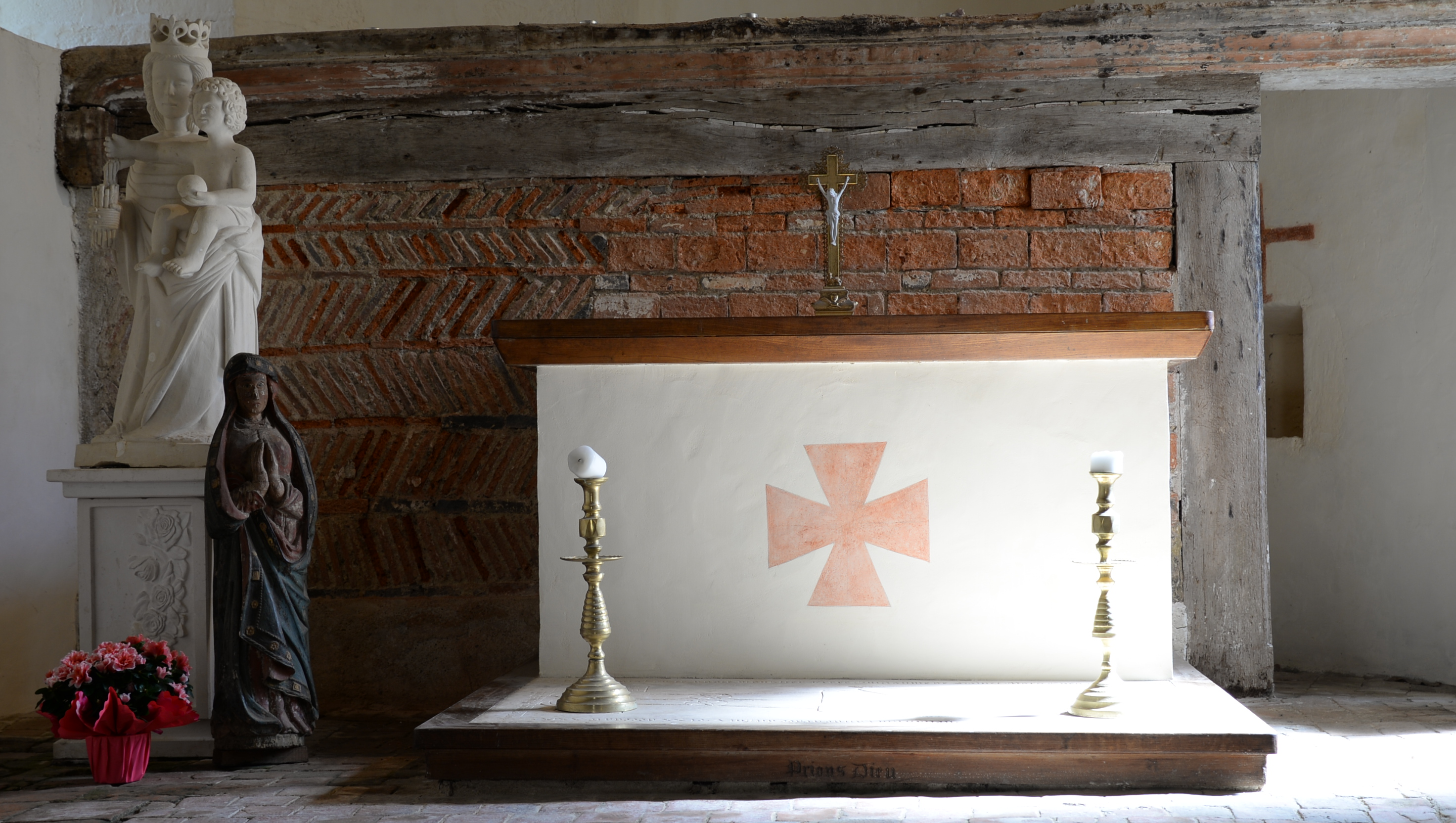
Autel de la Chapelle du XIIe siècle de la Commanderie du Gué-Lian.

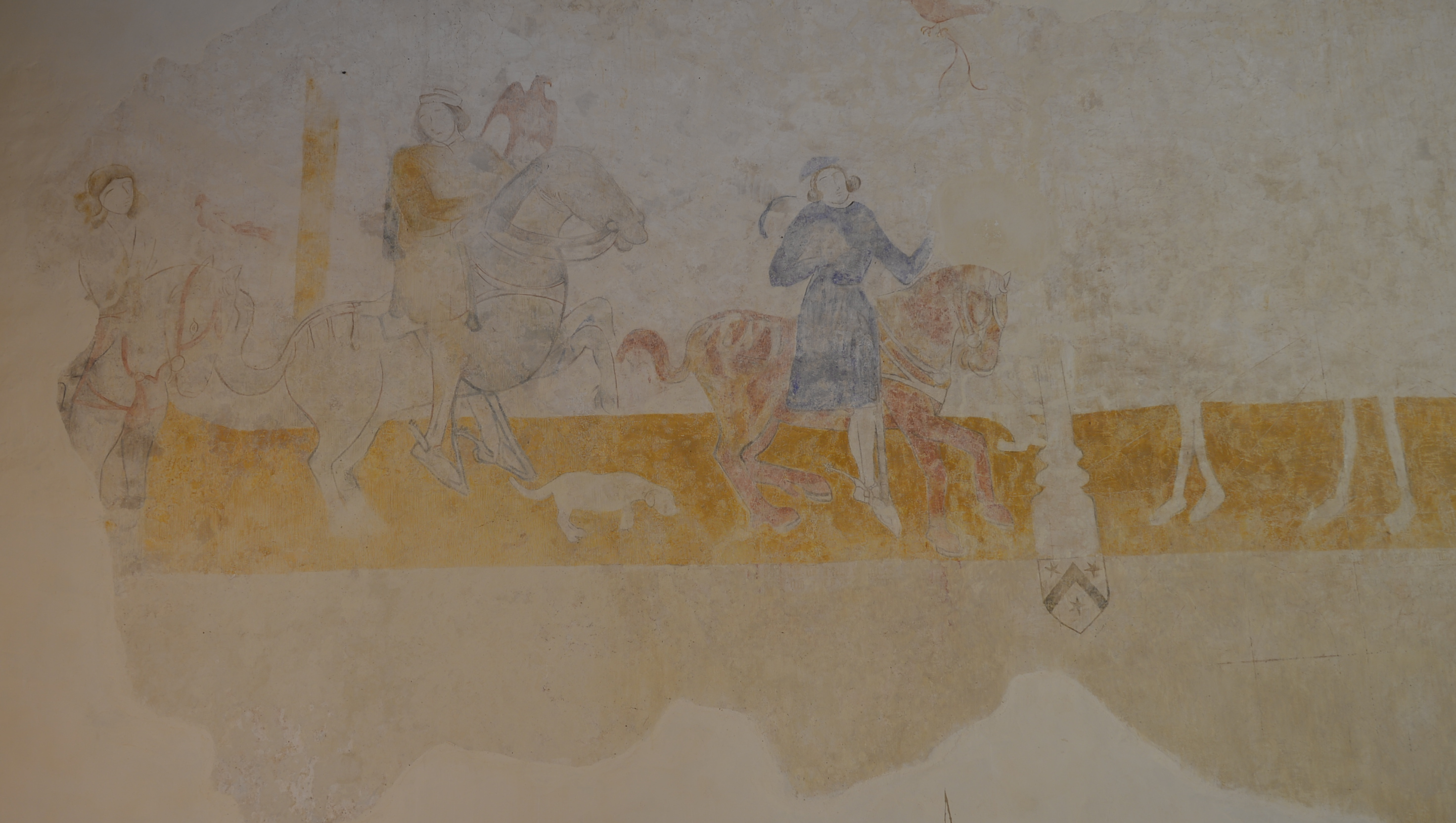
Peinture murale représentant les "Dit des trois morts et des trois vifs".

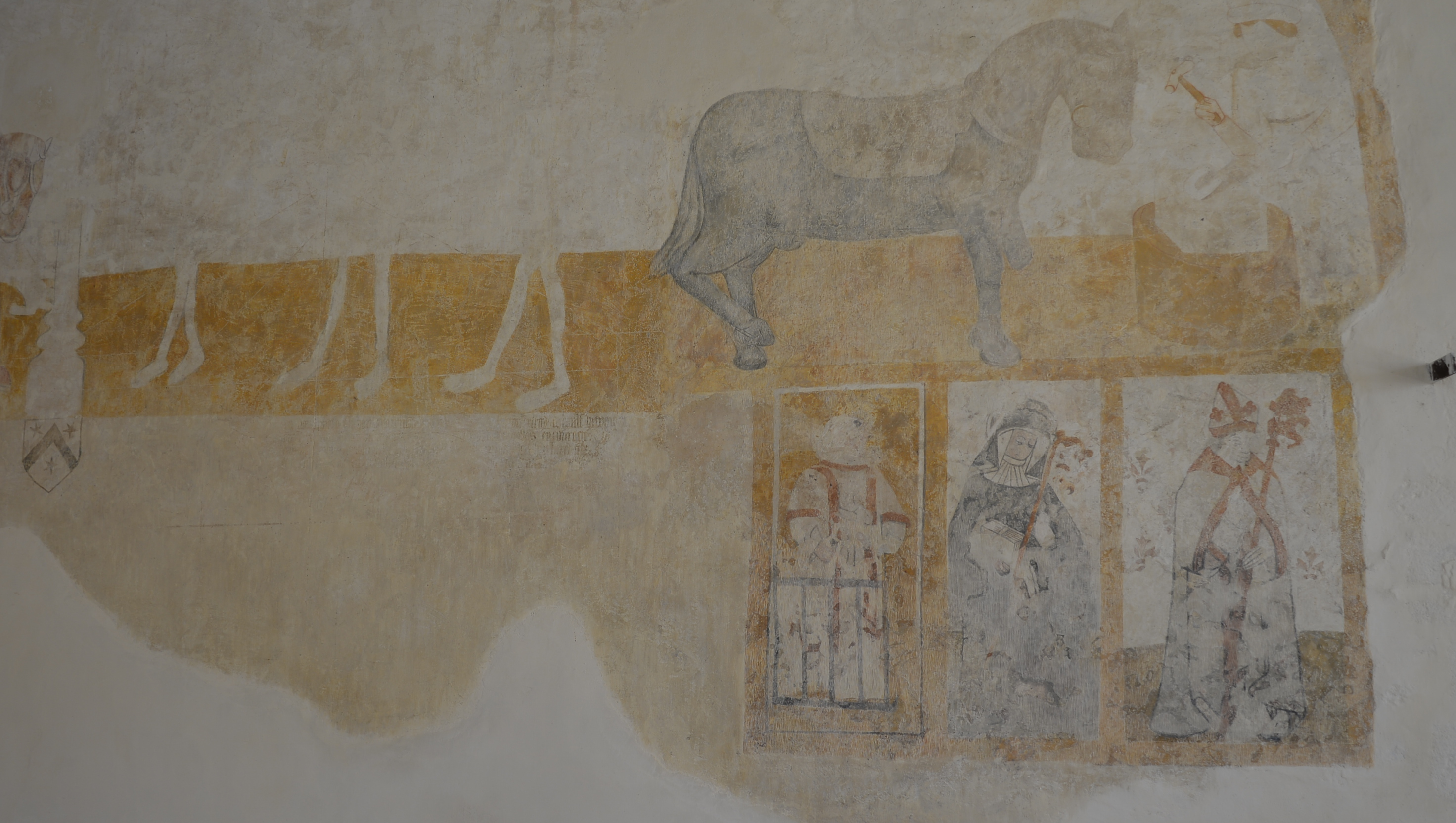
Suite de la peinture murale représentant les "Dit des trois morts et des trois vifs".

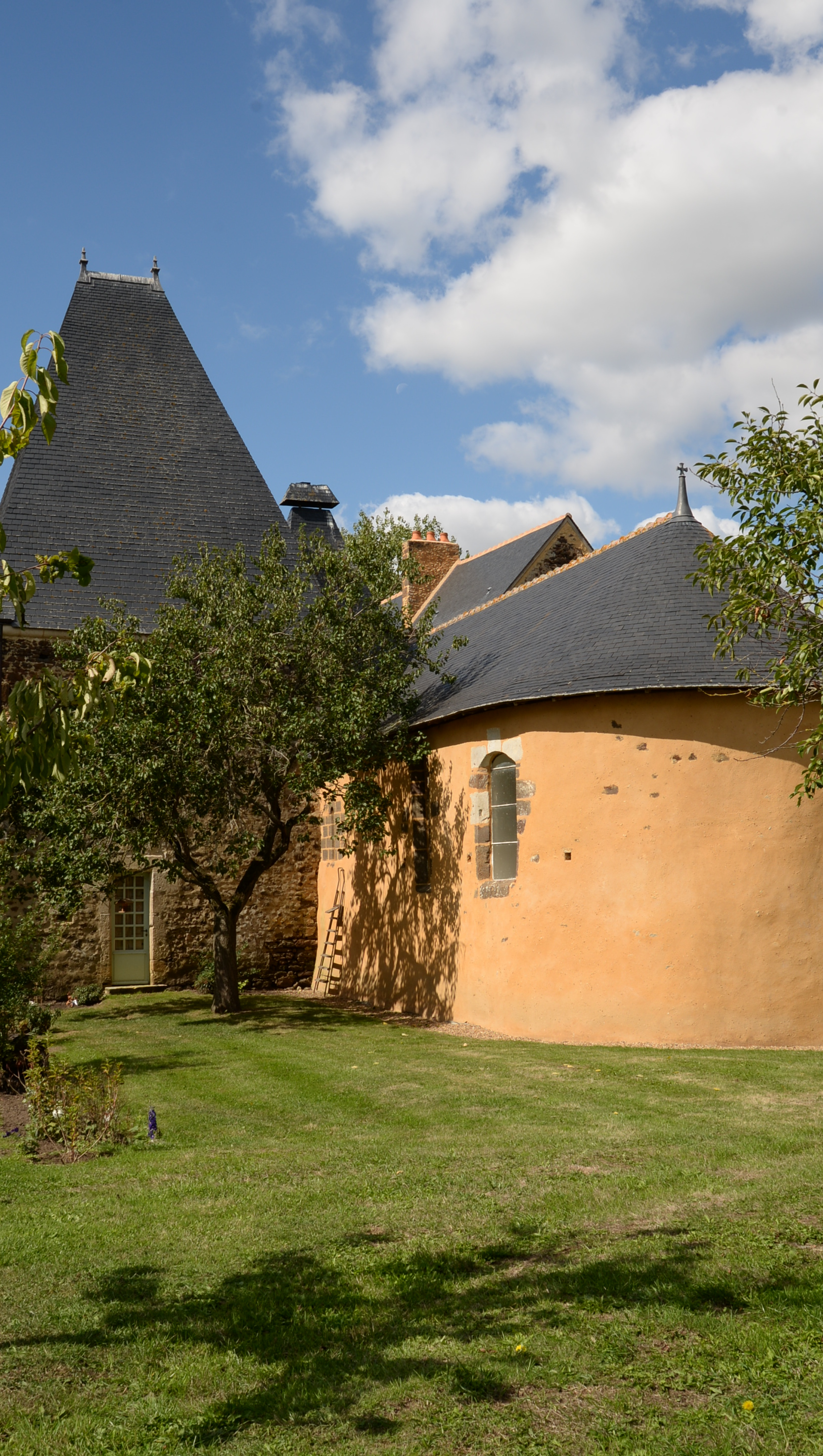
Chevet de la chapelle.

Jusqu'au XIXe siècle et même au XXe, on y faisait des voyages de nuit pour être guéris du mal de ventre. Sur l'autel se trouvaient plusieurs peintures pieuses, portant les armes de la maison de Maupeau qui sont : d'argent à trois hérissons de sable. Par ailleurs, l'autel était décoré par un Saint Jean-Baptiste peint sur bois, au milieu duquel se trouvait la Vierge ; sur le côté était sainte Emérence. Une plinthe de l'autel au-dessous était ornée à chaque extrémité d'une croix de Malte ; au milieu de l'autel, on pouvait voir la tête du Christ.
La rénovation de la chapelle a amené quelques légères transformations. Si les murs couverts de peintures murales, dessins et gravures datant pour les plus anciennes du XVe siècle ont été magnifiquement restaurés, Une croix de Malte a été rajoutée au milieu de l'autel,.

### Le tombeau
Dans la chapelle se trouve le tombeau de Jehan Lepelletier, commandeur du Gué-Lian décédé en 1459. Son portrait est dessiné au trait sur la pierre blanche qui le recouvre et porte l'inscription suivante : « Cy gist noble homme frère Jehan le Pelletier, commandeur du Mans, de Tennie-en-Blin, du Gué-lian, de l'Hopitau et du Bercon, qui trépassa le ... ... 1459. »

Un autre tombeau forme le bas de l'autel. Il est couvert en entier par un révétissement en bois. Le portrait du chevalier, comme le précédent, est au trait et porte à l'entour l'inscription suivante : « Cy dessoubz gist en ce noble moustier, frère Guillaume de Saint-Mars, chev. de l'Ordre..hiérusalem commandeur de ce lieu dit Gué-lian, qui l'an de grâce dit mille Ve et XX décéda dit.....Péril en vie le XXIXe jour de Janvier. Prions à Dieu dit Gué-Lian, que Luy veil Pardôner, âme. I.H.S. ». Un écusson à chacun des coins de la pierre recouvrant le tombeau.

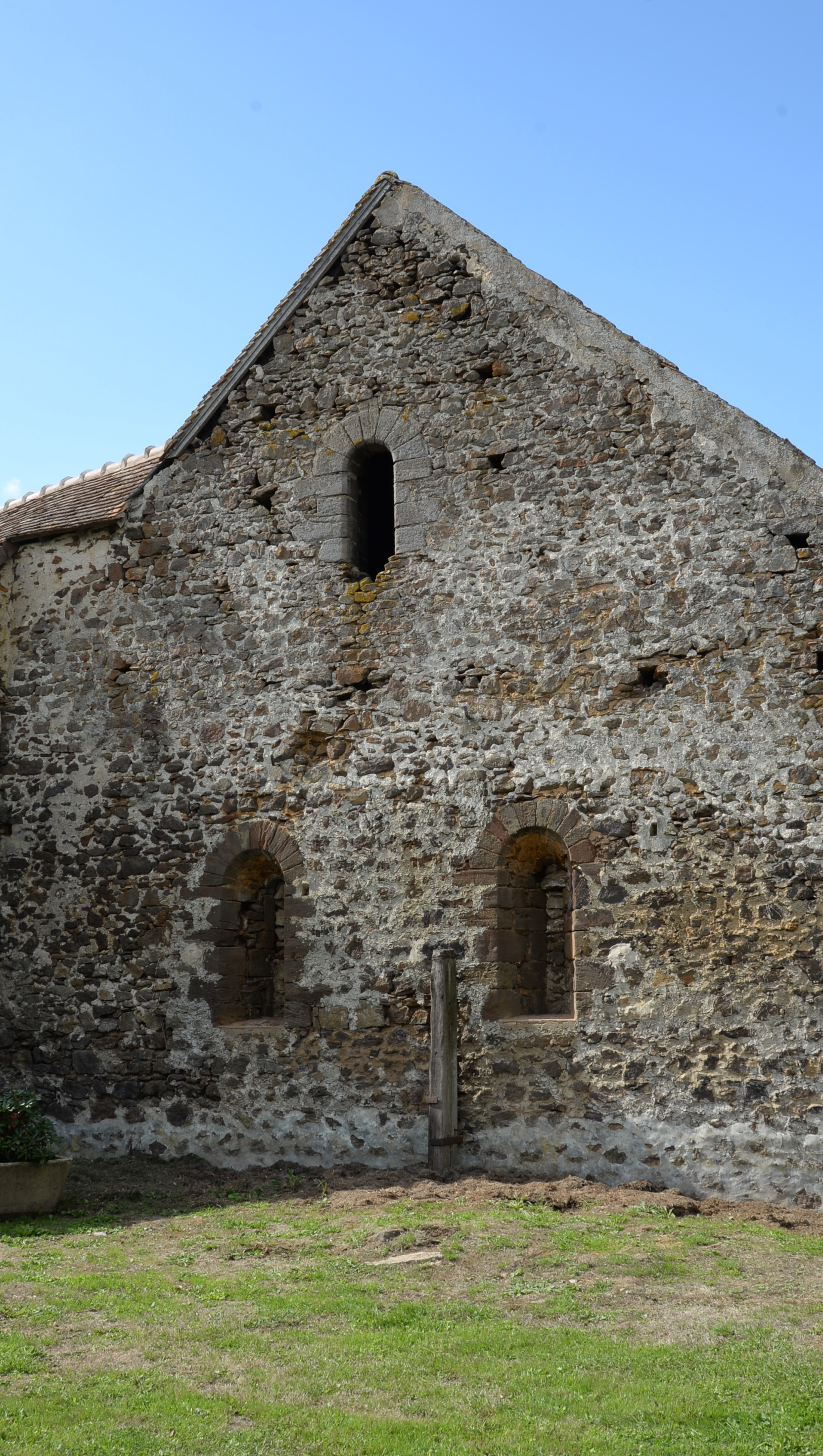
Pignon droit du "temple'".

### Le temple
Au nombre des bâtiments d'exploitation de l'importante métairie de la commanderie du Gué-Lian, il s'en trouve un qui servait de grange, qui porte le nom de « temple ». C'est une vaste construction en forme de parallélogramme, dont l'un des pignons est percé de trois fenêtres, deux et une supérieure.

### Le logis des commandeurs avec ses deux pavillons

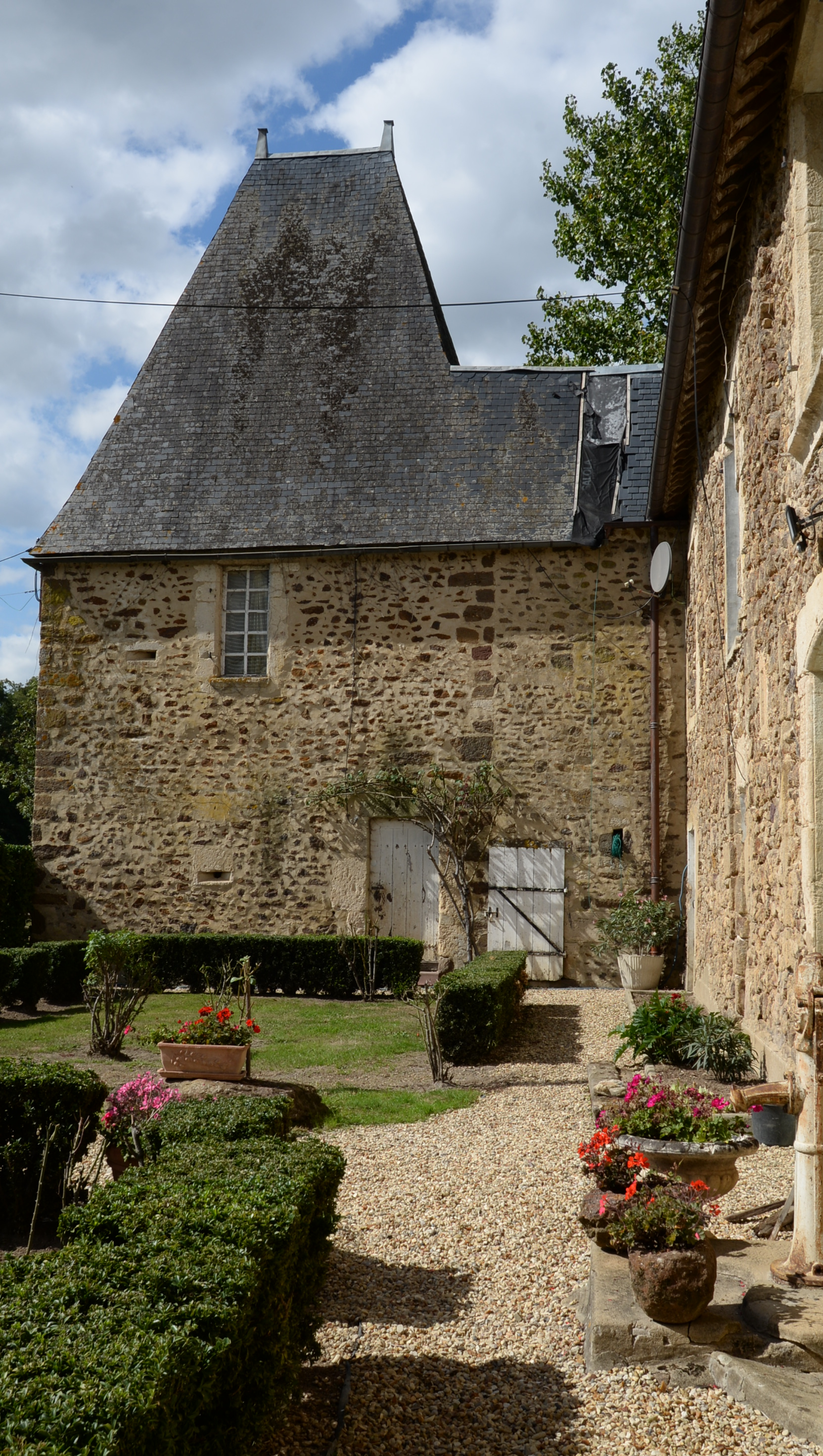
Pavillon gauche du logis.

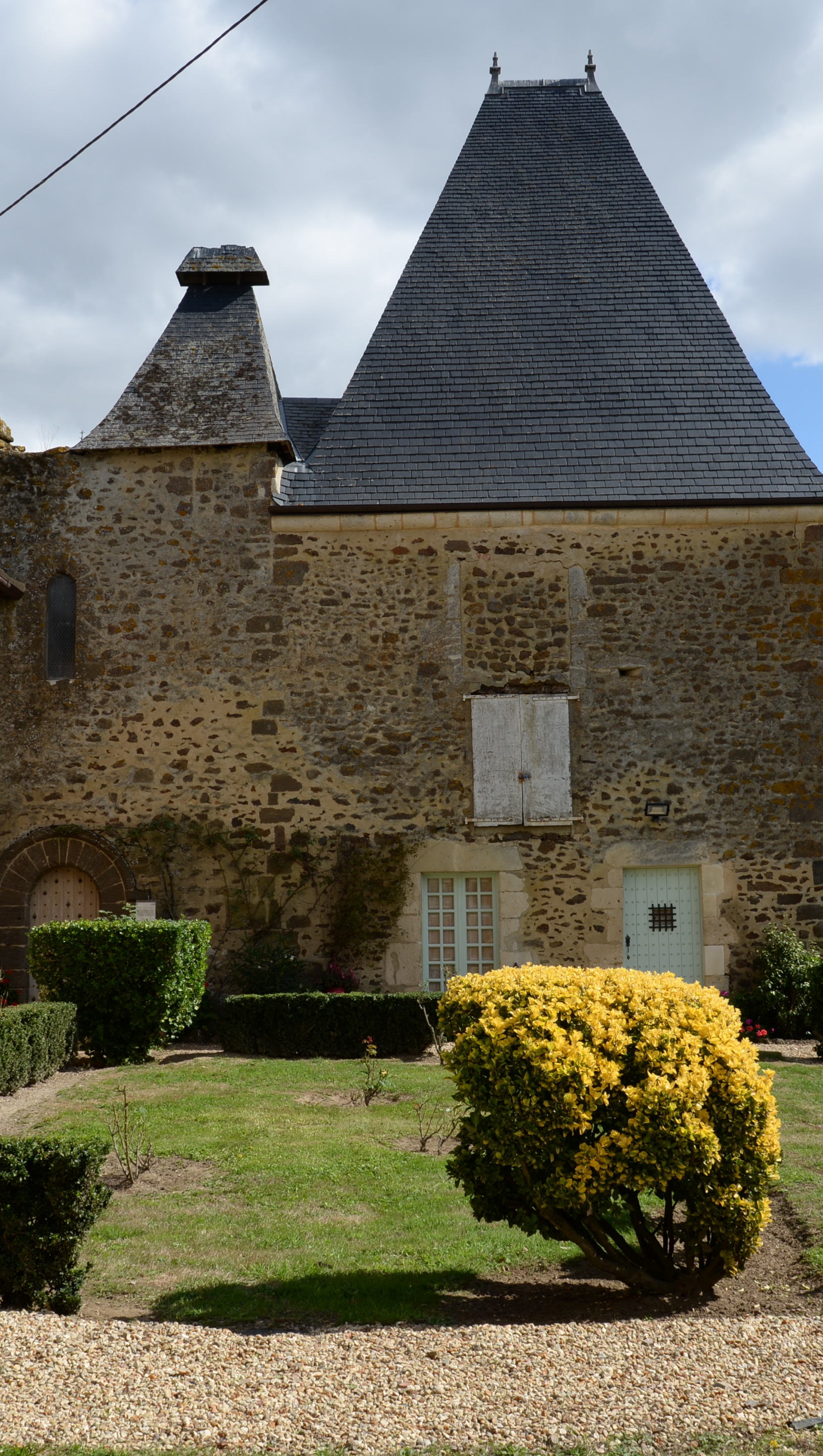
Pavillon droit avec entrée de la chapelle par la porte située tout à gauche.

Le corps du logis est long de 26 à 27 mètres et percé de fenêtres à meneaux, en pierres, mêmes fenêtres par derrière murées en partie. Sur l'une d'elles un écusson  avec trois étoiles, un compas au-dessus.
En retour, d'un côté se trouve un pavillon de sept mètres carrés, à toit pointu ; de l'autre se trouve la chapelle et un pavillon semblable au premier, aujourd'hui restauré également. Tous deux sont percés de meurtrières.

### La léproserie
Les premières léproseries bien organisées, furent établies sous Philippe-Auguste, en 1180. Presque chaque paroisse était pourvue d'un de ces charitables établissements. A proximité de la commanderie du Gué-Lian se trouve encore la crypte d'une chapelle dédiée à Saint-Laurent qui était celle de la léproserie du même nom.

### Les murailles
Les cours et bâtiments sont limités d'un côté par la Sarthe ; deux autres côtés étaient entourés de douves remplies d'eau ; le quatrième était défendu par une muraille élevée, dont la porte, flanquée de deux tours carrés et percées de meurtrières, protégeant un pont-levis. Douves, murailles et pont-levis n'existent plus.

## Sources
- A. Le Guicheux, Chroniques de Fresnay - In-8°, Le Guicheux-Gallienne, Imprimeur, Libraire-Editeur, 1877
- A. Ledru, Petite Histoire de l’Église du Mans, publiée avec l'agrément de S. G. Mgr. Grente, Imprimerie le Chaudourne, 1927